# ブラッドウェル原子力発電所
ブラッドウェル原子力発電所（英語: Bradwell nuclear power station）はエセックス、ブラッドウェル＝オン＝シーのブラックウォーター川河口のデンギー半島(Dengie peninsula)にあるマグノックス炉の原子力発電所。

## 歴史

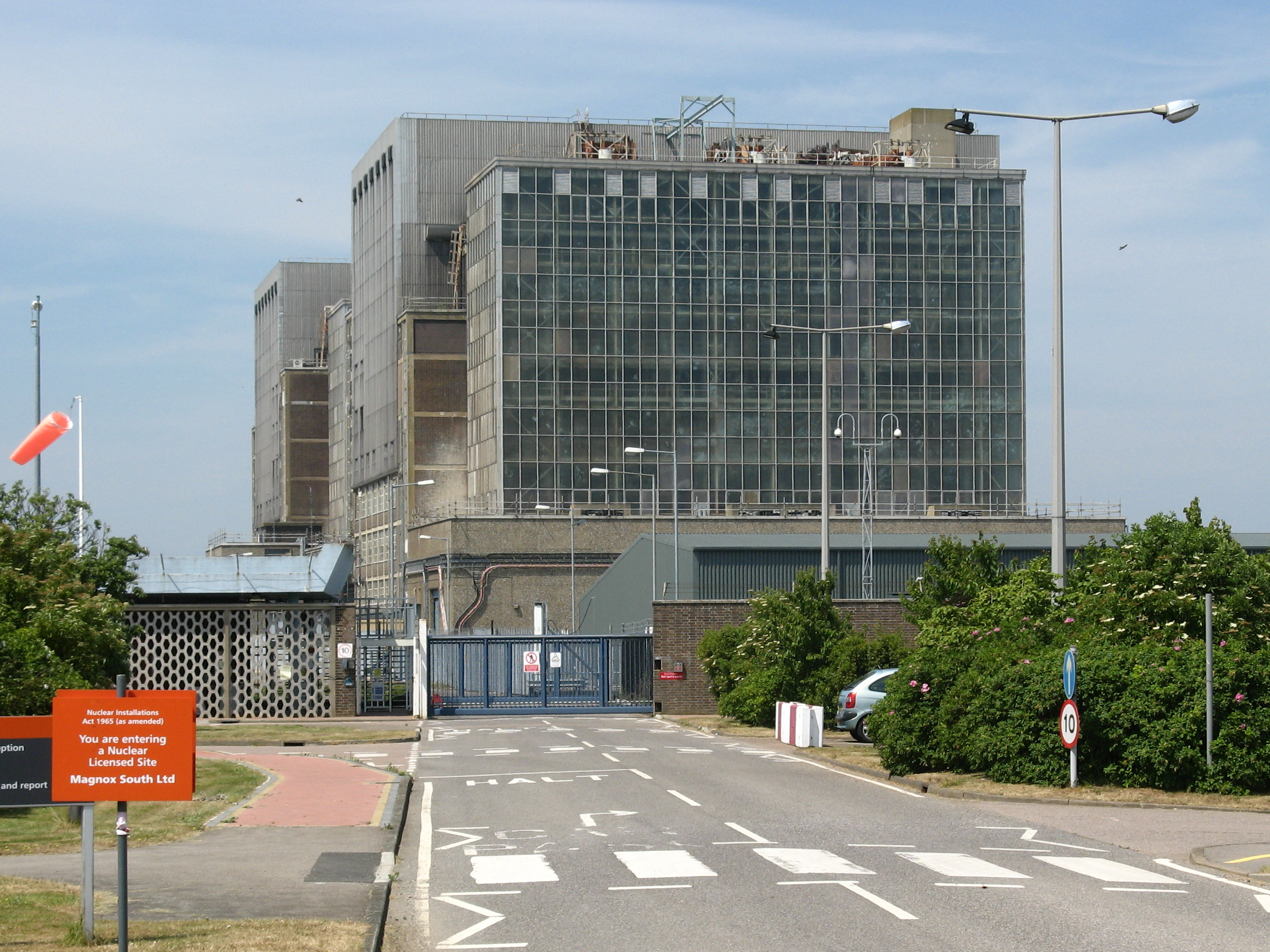
進入路からみた発電所

発電所の建設はクラーク・チャップマン、ヘッド・ライトソン、パーソンズ、A・レイローリー、ストラチャン&ヘンショー、ウェッソー等からなる、原子力プラント社(Nuclear Power Plant Company、NPPC)として知られるコンソーシアムによって行われ、1957年12月に建設を開始、1962年に発電を開始した。2基のマグノックス炉からなり、設計出力は300MWであったが、原子炉内部の軟鋼部材の酸化による剥離の発見によって正味出力は合計242MWに減らされた。最高時点での出力は1960年代の初めに達成され、設計出力より10%近く高くなった。通常の日であればチェルムスフォード、コルチェスター、サウスエンド＝オン＝シーの3都市を纏めた程度の需要に十分な電力を供給できた。原子炉は原子力グループ(The Nuclear Power Group)が供給し、9基のタービンと12機のガス循環器はパーソンズが供給した。うち6基のタービンが送電網向けの発電向けに、3基が補助タービンに、2基がそれぞれの原子炉のガス循環器への電力供給に、1基がスタンドバイ補助タービンに利用されている。
ブラッドウェルは第2次世界大戦時の空軍基地の隅、エセックス海岸から2.4kmほどの場所に建設された。位置は農業的価値が非常に低く、アクセスが容易く、地質学的に堅固かつ北海からの冷却水の取水が可能であることなどを考慮して選択された。
1999年、発電所は2002年に運転を終了すると発表され、英国で初の計画に基づいて発電を終了した炉となった。2002年3月28日、ブレイブルック卿とエセックス州総督(Lord Lieutenant)は発電の停止や廃止措置の始まりを記した銘板の序幕を行った。
ブラッドウェルはブリティッシュ・エナジーによって新原子炉による再開発が考えられている1箇所である。2010年10月18日、英国政府はブラッドウェルは将来の原子力発電建設に適合すると考えられる8箇所の一つであると発表した。2011年6月23日、英国政府はブラッドウェルを2025年から開所する8箇所の原子力施設の一つとして発表した。

## 安全記録
1966年、20本の天然ウラン燃料棒がブラッドウェルから盗まれた。燃料棒盗難はその潰し値の高さから原子炉労働者であったハロルド・アーサー・スニース(Harold Arthur Sneath)によって行われた。
犯人は燃料棒を最終目的地に移動させている途中、地元警察によって運転の問題で止められたデニス・パトリック・ハドレー(Dennis Patrick Hadley)のバンの中から発見された。燃料棒が発見された後、スニークとハドレーは裁判で5年以上の拘束を受け、裁判費用に貢献する必要としてそれぞれ£100の罰金を科された。どちらも盗難の影響を理解していたとは言わなかった。
2011年1月22日、チタンコンデンサーチューブが切断されていたため廃止措置作業中に火災が発生した。火災による放射線の放出は無かった。

## 註
1. ↑  The UK Magnox and AGR Power Station Projects[リンク切れ]
2. ↑  “Bradwell - Facts and figures”.  マグノックス (企業). 2011年7月14日時点のオリジナルよりアーカイブ。2011年2月7日閲覧。
3. ↑  Nuclear Power Plants in the UK - England
4. ↑  “Nuclear Power Plant Closes”. BBCオンライン. (2002年3月28日)
5. ↑  “British Energy eyes nuclear sites”. BBCオンライン. (2007年11月27日)
6. ↑  “Nuclear power: Eight sites identified for future plants”. BBCニュース (BBC). (2010年10月18日) 2010年10月18日閲覧。
7. ↑  Amory B. Lovins & L. Hunter Lovins. Brittle Power. Brick House Publishing Company. p. 146. ISBN 0-931790-49-2
8. ↑  “Uranium theft not sinister”. Burnham on Crouch and Dengie Hundred Advertiser (エセックス資料保存館). (1967年2月)
9. ↑  “Bradwell nuclear power station hit by fire”. BBCニュース. (2011年1月21日)